# Eleição presidencial na Zâmbia em 2006
Uma eleição presidencial realizou-se na Zâmbia em 28 de setembro de 2006. O atual presidente Levy Mwanawasa, do Movimento para a Democracia Multipartidária, foi reeleito para um segundo mandato. Seus principais concorrentes eram Michael Sata da Frente Patriótica e Haikainde Hichilema da Partido Unido para o Desenvolvimento Nacional.

## Campanha
Durante a campanha, Sata foi fortemente criticado pelos investimentos chineses no país e recebeu sugestões de reconhecer a República da China (Taiwan) Uma opinião pública, realizada em setembro, deu uma larga vantagem a Sata, contra Mwanawasa, de 52% a 27%, com Hichilema em terceiro lugar com 20%, mas Mwanawasa questionou os resultados. Outra opinião pública realizada no mês anterior, Mwanawasa estava com 33% dos votos e Sata 24%, embora Mwanawasa tenha tido uma queda quase 50% na votação de agosto, e um aumento para Sata, de 15%.
O presidente anterior Kenneth Kaunda apoiou Hichilema e manifestou desaprovação para Sata. O presidente anterior Frederick Chiluba convocou a população para votar a favor de Sata.
A possibilidade de que Sata poderia ser excluído da eleição aconteceu depois que foi tornado a público que ele tinha feito uma falsa declaração de bens em agosto; o promotor tinha alegado que ele devia a um ex-ministro no governo do Mwanawasa $ 100.000. Isto foi considerado por alguns como uma tentativa para arruinar a candidatura da Sata.
Outros dois candidatos disputaram a eleição, Godfrey Miyanda e Kenny Ngondo.

## Resultados
O vencedor da eleição foi determinado no primeiro turno, de acordo com o sistema de maioria unaminitária. Nos primeiros resultados da eleição, Sata estava na liderança, mas os resultados colocaram Mwanawasa em primeiro lugar e empurraram Sata para terceiro..Quando apoiantes de Sata, e consequentemente da oposição tinham ouvido dizer que ele caiu do primeiro ao terceiro lugar, revoltas eclodiram em Lusaka. De acordo com resultados intermédios, Mwanawasa ainda detinha uma larga vantagem favorável até 16:00 em 1 de outubro.
Apesar dos atrasos acontecidos na tarde de 2 de outubro, a Comissão Eleitoral da Zâmbia anunciou oficialmente que Mwanawasa tinha vencido a eleição com 43% dos votos; Sata ficou em segundo lugar com 29% e Hichilema alcançou a terceira posição com 25%. Ele fez o juramento em 3 de outubro.
O total do eleitorado foi 3.941.229 e 2.789.114 votos expressos dos quais 48.936 foram anulados. Afluencia de votantes foi de 70,77%.
| Candidatos                          | Candidatos          | Candidatos                                    | Votos     | %    |
| ----------------------------------- | ------------------- | --------------------------------------------- | --------- | ---- |
|                                     | Levy P. Mwanawasa   | O Movimento para a Democracia Multipartidária | 1,177,846 | 43.0 |
|                                     | Michael Sata        | Frente Patriótica                             | 804,748   | 29.4 |
|                                     | Hakainde Hichilema  | Aliança Democrática Unida                     | 693,772   | 25.3 |
|                                     | Godfrey K. Miyanda  | Partido Património                            | 42,891    | 1.6  |
|                                     | Winwright K. Ngondo | APC                                           | 20,921    | 0.8  |
| Fonte: Comissão Eleitoral da Zâmbia |                     |                                               |           |      |